# CDP-diacylglycerol—glycerol-3-phosphate 3-phosphatidyltransferase
Trong enzyme học, CDP-diacylglycerol—glycerol-3-phosphate 3-phosphatidyltransferase (EC 2.7.8.5) là một enzyme xúc tác phản ứng hóa học sau
CDP-diacylglycerol + sn-glycerol 3-phosphate Không thể phân tích cú pháp (MathML hoặc SVG/PNG (khuyến khích các trình duyệt và công cụ trợ năng hiện đại): Phản hồi không hợp lệ (“Math extension cannot connect to Restbase.”) từ máy chủ “http://localhost:6011/vi.wikipedia.org/v1/”:): {\displaystyle \rightleftharpoons}
 CMP + 3(3-sn-phosphatidyl)-sn-glycerol 1-phosphate
Vì vậy, hai cơ chất của enzyme này là CDP-diacylglycerol và sn-glycerol 3-phosphate, trong khi hai sản phẩm là CMP và 3(3-sn-phosphatidyl)-sn-glycerol 1-phosphate.
Enzyme này thuộc về họ transferase, gồm những enzyme chuyên chuyển hóa các nhóm phosphate thay thế không đạt chuẩn. Tên hệ thống của lớp enzyme này là CDP-diacylglycerol:sn-glycerol-3-phosphate 3-phosphatidyltransferase. Những tên thông thường khác bao gồm glycerophosphate phosphatidyltransferase, 3-phosphatidyl-1'-glycerol-3'-phosphate synthase, CDPdiacylglycerol:glycerol-3-phosphate phosphatidyltransferase, cytidine 5'-diphospho-1,2-diacyl-sn-glycerol, (CDPdiglyceride):sn-glycerol-3-phosphate phosphatidyltransferase, phosphatidylglycerophosphate synthase, phosphatidylglycerolphosphate synthase, PGP synthase, CDPdiacylglycerol-sn-glycerol-3-phosphate 3-phosphatidyltransferase, CDPdiacylglycerol:sn-glycero-3-phosphate phosphatidyltransferase, glycerol phosphate phosphatidyltransferase, glycerol 3-phosphate phosphatidyltransferase, phosphatidylglycerol phosphate synthase, phosphatidylglycerol phosphate synthetase, phosphatidylglycerophosphate synthetase, and sn-glycerol-3-phosphate phosphatidyltransferase. Enzyme này tham gia chuyển hóa glycerophospholipid.